# Barro (Ceará)
Barro es un municipio brasileño del estado del Ceará, localizado en la Microrregión de Barro, mesorregión del Sur Cearense. Era distrito del municipio de Milagros. Es cortado por la BR-116, una de las más importantes del Brasil.
Según el IBGE, en 2009 su población era estimada en 21.556 habitantes.

## Política
La administración municipal se localiza en la sede: Barro.

## Subdivisión
El municipio tiene 8 distritos: Barro(sede), Brejinho, Cuncas, Molino Velho, Iara, Monte Alegre, Santo Antônio y Serrota.

## Geografía

### Clima
Tropical caliente semiárido con un promedio de lluvias media de 907,4 mm con lluvias concentradas de enero a la abril.